# 2024年富山県知事選挙
2024年富山県知事選挙（2024ねんとやまけんちじせんきょ）は、2024年10月27日に執行された富山県知事を選出するための選挙である。

## 選挙データ
- 選挙事由：現職の新田八朗の任期満了（期日：2024年11月8日）
- 告示日：2024年10月10日[1][2]
- 執行日：2024年10月27日[1][2]

同日選挙
- 第50回衆議院議員総選挙・第26回最高裁判所裁判官国民審査
- 富山県議会議員補欠選挙（高岡市選挙区）
- 氷見市長選挙

## 立候補者
（立候補届け出順）
| 氏名                         | 年齢 | 政党   | 現元新 | 職業・肩書                          |
| ---------------------------- | ---- | ------ | ------ | ----------------------------------- |
| 百塚怜 （ひゃくづか れい）   | 34   | 無所属 | 新     | 看護師 元上市町議会議員             |
| 新田八朗 （にった はちろう） | 66   | 無所属 | 現     | 富山県知事（現職） 元日本海ガス社長 |

## タイムライン
2024年
- 3月22日 - 現職の新田が立候補を表明[3]。
- 5月26日 - 自由民主党県連が新田の推薦を決定[4]。
- 7月1日 - 新田が自由民主党県連と政策協定を締結[5]。
- 7月10日 - 富山県選挙管理委員会が選挙日程を決定[1][2]。
- 7月15日 - 日本維新の会は報酬・退職金削減で合意を得られなかったとして、新田を推薦せず自主投票とする事を公表した[6][7]。
- 7月18日 - 新田は定例会見で、「給与・退職金削減」は「県として自主的に決めること」と発言した[8]。
- 7月25日 - 公明党が新田の推薦を決定[9]。
- 7月26日 - 国民民主党県連が新田を推薦する事を確認[10]。
- 8月9日 - 新田と国民民主党県連が政策協定を結んだ[11]。
- 8月16日 - 日本共産党県委員会・富山県労連などでつくる「明るい富山県政をみんなでつくる会」が百塚の擁立を発表[12]。
- 8月20日 - 立憲民主党県連が新田を推薦する事を決定し、政策協定を結んだ[13]。
- 10月10日 - 告示。百塚と新田の2名が立候補届け出[14]。
- 10月27日 - 投開票。新田が2回目の当選[15]。

## 選挙結果
投開票の結果、現職の新田が新人の百塚を破り再選を果たした。
各候補の得票率
※当日有権者数：853,877人 最終投票率：54.82%（前回比：-5.85pts）
| 候補者名 | 年齢 | 所属党派 | 新旧別 | 得票数    | 得票率 | 推薦・支持                                             |
| -------- | ---- | -------- | ------ | --------- | ------ | ------------------------------------------------------ |
| 新田八朗 | 66   | 無所属   | 現     | 369,908票 | 81.29% | 自由民主党・公明党・立憲民主党富山県連・国民民主党推薦 |
| 百塚怜   | 34   | 無所属   | 新     | 85,115票  | 18.71% | 日本共産党推薦、社会民主党支持                         |

| 市町村   | 新田八朗 | 新田八朗 | 百塚怜 | 百塚怜 |
| 市町村   | 得票     | %        | 得票   | %      |
| -------- | -------- | -------- | ------ | ------ |
| 合計     | 369,908  | 81.29%   | 85,115 | 18.71% |
| 富山市   | 135,135  | 79.78%   | 34,247 | 20.22% |
| 高岡市   | 60,641   | 81.90%   | 13,403 | 18.10% |
| 魚津市   | 14,083   | 81.77%   | 3,139  | 18.23% |
| 氷見市   | 17,188   | 85.44%   | 2,930  | 14.56% |
| 滑川市   | 10,963   | 76.53%   | 3,362  | 23.47% |
| 黒部市   | 14,464   | 79.98%   | 3,620  | 20.02% |
| 砺波市   | 19,753   | 85.25%   | 3,418  | 14.75% |
| 小矢部市 | 12,079   | 85.06%   | 2,121  | 14.94% |
| 南砺市   | 21,782   | 85.79%   | 3,607  | 14.21% |
| 射水市   | 32,515   | 80.82%   | 7,717  | 19.18% |
| 舟橋村   | 1,226    | 81.46%   | 279    | 18.54% |
| 上市町   | 6,609    | 74.87%   | 2,218  | 25.13% |
| 立山町   | 8,399    | 79.92%   | 2,110  | 20.08% |
| 入善町   | 10,129   | 83.60%   | 1,987  | 16.40% |
| 朝日町   | 4,942    | 83.78%   | 957    | 16.22% |